# Holdenstedter Teiche
Die Holdenstedter Teiche sind ein Naturschutzgebiet in der niedersächsischen Stadt Uelzen im Landkreis Uelzen.
Das Naturschutzgebiet mit dem Kennzeichen NSG LÜ 279 ist 57 Hektar groß. Es ist vollständig Bestandteil des FFH-Gebietes „Ilmenau mit Nebenbächen“.
Das Naturschutzgebiet liegt im Südwesten Uelzens nördlich des Uelzener Ortsteils Holdenstedt in der Niederung der Gerdau, einem Quellfluss der Ilmenau. Es stellt einen Teil des Unterlaufs der Gerdau zwischen der Unterquerung der Bahnstrecke Hannover–Hamburg bis Holdenstedt mit einem Nebengewässer und den namengebenden Holdenstedter Teichen, zweier durch Stau angelegter Fischteiche, sowie die angrenzenden Uferbereiche und einen Teil der Niederung unter Schutz.
Das Naturschutzgebiet ist durch naturnahe Laubwälder und überwiegend feuchtes bis nasses Grünland unterschiedlicher Nutzungsintensität geprägt. Daneben sind naturnahe Stillgewässer und ungenutzte Bereiche zu finden. In der Niederung befinden sich Feuchtgebüsche, Röhrichte, Seggenriede und Hochstaudenfluren. An den Rändern der Niederung sind einzelne Nadelwälder und Ackerflächen in das Naturschutzgebiet einbezogen.
Das Gebiet steht seit dem 6. Dezember 2007 unter Naturschutz. Zuständige untere Naturschutzbehörde ist der Landkreis Uelzen.